# Lophius vomerinus
Lophius vomerinus is een  straalvinnige vissensoort uit de familie van zeeduivels (Lophiidae). De wetenschappelijke naam van de soort is voor het eerst geldig gepubliceerd in 1837 door Valenciennes.
De soort staat op de Rode Lijst van de IUCN als Gevoelig, beoordelingsjaar 2009.